# Storia di Cracovia

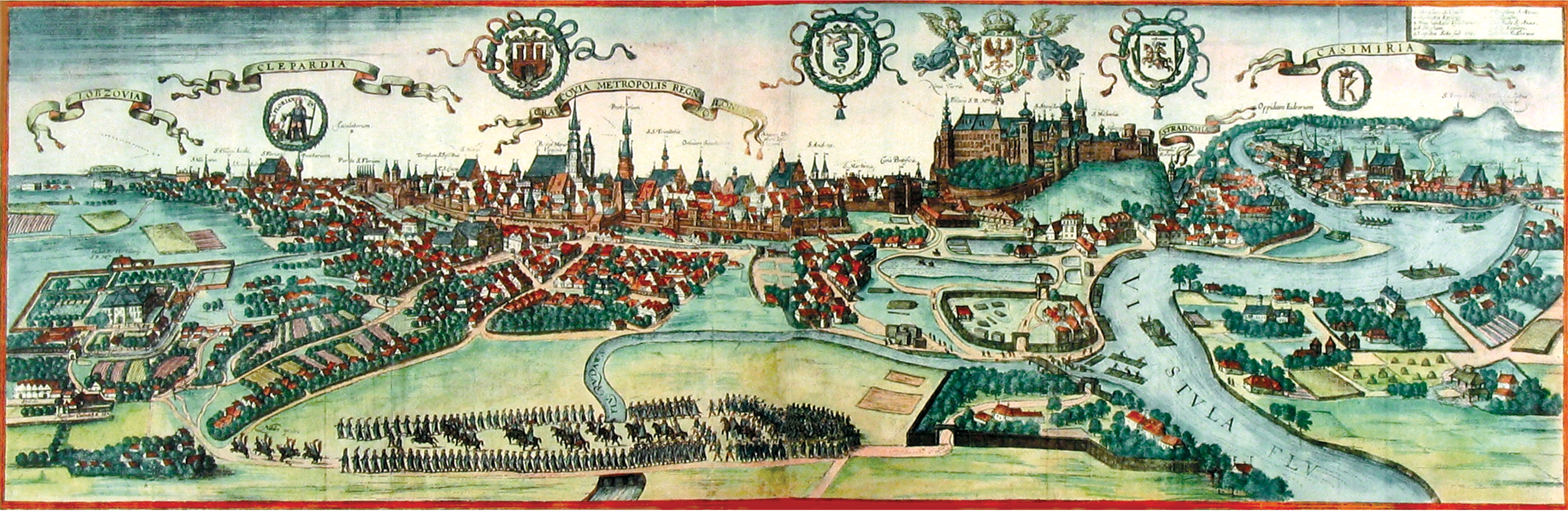
La Cracovia della fine del XIV secolo rappresentata da Georg Braun; essendo stata rappresentata da est, si intravede il quartiere di Clepardia (Kleparz) sulla destra

Cracovia (in polacco Kraków) è una delle città più grandi e antiche della Polonia, con una popolazione urbana di 775 050 abitanti (stima del 2020). Situata sul fiume Vistola (in polacco: Wisła) nella regione della Piccola Polonia, Cracovia fu fondata nel VII secolo e divenne la capitale della Polonia dal 1038 al 1596, la capitale del Granducato di Cracovia dal 1846 al 1918 e il capoluogo del Voivodato di Cracovia dal XIV secolo al 1999. Oggi è il principale centro urbano del Voivodato della Piccola Polonia.

## Storia antica

### Preistoria
I reperti archeologici confermano la presenza umana nell'area di Cracovia almeno dal 2 000 a.C. (Età del ferro): circa 50 000 anni fa, sorgeva forse un villaggio, come testimoniato dalla massiccia presenza di utensili in pietra, che prosperava sulla collina centrale del Wawel, dove oggi si trova il castello reale.

### Basso Medioevo

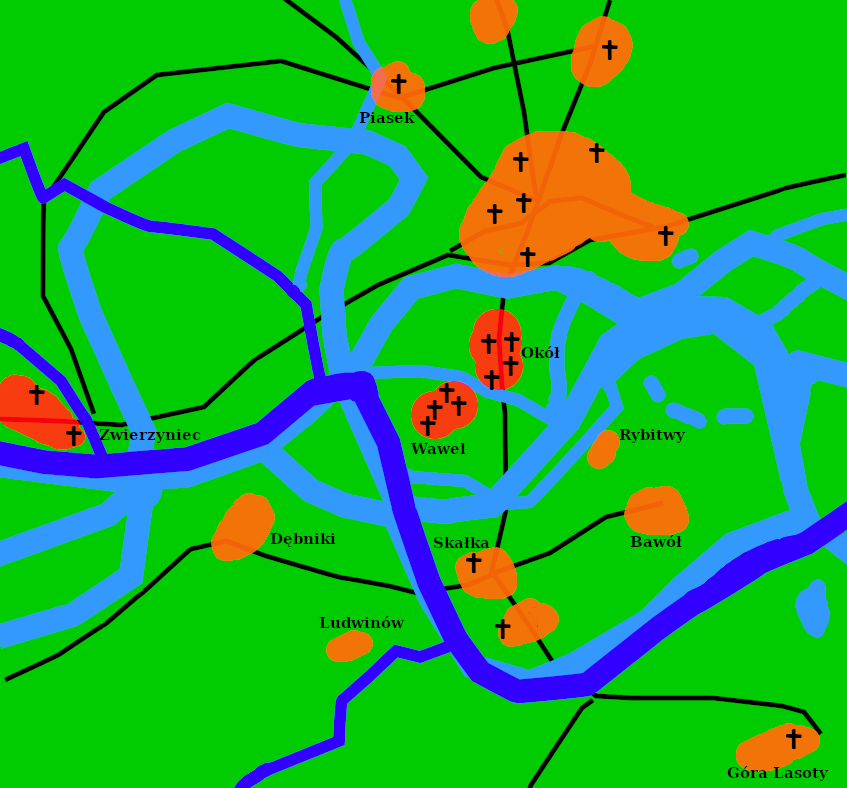
I dintorni di Cracovia prima dell'anno 1257

Il primo insediamento conosciuto sull'attuale sito di Cracovia fu stabilito sulla collina del Wawel e risale all'IX secolo. La leggenda attribuisce l'istituzione della città al mitico sovrano Krakus, che la costruì sopra una grotta occupata da un drago famelico, lo Smok wawelski. Molti cavalieri tentarono invano di spodestare la creatura mitica dal sito con la forza fallendo, ma, invece, Krakus gli diede da mangiare un agnello avvelenato e lo uccise in tale maniera. Uccisa la bestia, la città era a quel punto libera di prosperare: le ossa del drago, molto probabilmente quelle di un mammut, sono esposte all'ingresso della cattedrale del Wawel. Prima della formazione dello stato polacco, Cracovia era la capitale della tribù dei vistolani, i quali vissero per un breve periodo sotto la Grande Moravia. Dopo che la Grande Moravia fu sottomessa dagli ungheresi, Cracovia divenne parte del regno di Boemia. La prima apparizione del nome della città nei documenti storici risale al 966, quando un viaggiatore ebreo sefardita, Ibrahim ibn Ya'qub, descrisse Cracovia come un grande centro commerciale sotto il dominio dell'allora duca di Boemia Boleslao I il Crudele. Si fa inoltre riferimento al battesimo del principe Miecislao I, oltre a riferire il suo status di fondatore del Ducato di Polonia. Verso la fine del suo regno, Miecislao sottrasse Cracovia ai boemi e la incorporò nei possedimenti della dinastia Piast.
| Gruppo etnico                                                                                               | Confini cittadini | Quartiere di Kazimierz | Quartiere di Kleparz | Insieme      |
| Polacchi | Circa 5 000       | Circa 1 500            | Circa 1 000          | 7 500        |
| Tedeschi | Circa 3 500       | –                      | –                    | 3 500        |
| Ebrei | Circa 800         | –                      | –                    | 800          |
| Ungheresi e/o italiani                                                                                      | Circa 200         | –                      | –                    | 200          |
| Altri | Circa 500         | –                      | –                    | 500          |
| Totale per colonna                                                                                          | 10 000            | 1 500                  | 1 000                | 12 500       |
| Corte, esercito e clero                                                                                     | Circa 2 500       | Circa 2 500            | Circa 2 500          | Circa 2 500  |
| Totale complessivo                                                                                          | Circa 15 000      | Circa 15 000           | Circa 15 000         | Circa 15 000 |
| Fonte: T. Ladenberger, Zaludnienie Polski na początku panowania Kazimierza Wielkiego, Leopoli, 1930, p. 63. |                   |                        |                      |              |

Entro la fine del X secolo, la città si presentava come un importante centro commerciale: in tale fase storica era in corso il processo di costruzione di edifici in mattoni, compreso il castello reale del Wawel con la rotonda dei Santi Felice e Adautto, chiese romaniche, una cattedrale e una basilica. Qualche tempo dopo il 1042, Casimiro I il Restauratore fece di Cracovia la sede del governo polacco. Nel 1079 su una collinetta nella vicina Skałka, il vescovo di Cracovia Stanislao di Szczepanów, poi santificato, fu ucciso per ordine del re polacco Boleslao II il Generoso. Nel 1138, iniziò a sortire i suoi effettivi il testamento di Boleslao III Boccatorta in vigore alla sua morte, con cui ripartiva la Polonia in cinque province, con Cracovia che finì in un proprio ducato, destinata ad essere governata dal membro maschio più anziano della famiglia reale in qualità di Gran principe (o Alto Duca). Le lotte intestine tra fratelli, tuttavia, fecero presto entrare in crisi il sistema e generarono un'instabilità interna che si trascinò per quasi due secoli, fino al 1320.

### Cracovia nel tardo Medioevo
Cracovia fu quasi completamente distrutta durante l'invasione mongola della Polonia nel 1241, dopo che il tentativo polacco di respingere gli invasori fallì miseramente nella battaglia di Chmielnik. Cracovia venne ricostruita nel 1257, in una forma che rimase praticamente inalterata, e ricevette dal re i diritti di autogoverno della città in base al diritto di Magdeburgo: nel contempo, si assistette a un'accelerazione ai processi di immigrazione tedesca. Nel 1259, la città fu devastata una seconda volta dai mongoli, 18 anni dopo la prima incursione e vi pure un terzo attacco, sebbene infruttuoso, nel 1287. L'anno 1311 ebbe luogo una ribellione di Wójt Albert contro l'Alto Duca polacco Ladislao I. Ad essere coinvolti furono perlopiù cittadini di lingua tedesca di Cracovia che, alla fine, abbandonarono le loro ambizioni politiche. Tra l'altro, entro la fine del XIII secolo, Cracovia contava perlopiù cittadini provenienti dalla Germania. Tuttavia, in altre regioni della Polonia l'insurrezione ebbe effetti maggiori, tanto che l'importante centro di Danzica finì in mano all'ordine teutonico nel 1309.
La Cracovia medievale era circondata da una cinta muraria, realizzata nel corso di due secoli, lunga 3 km e completa di 46 torri e sette ingressi principali che le attraversavano (di cui sopravvivono la porta di San Floriano, il barbacane di Cracovia e tre bastioni). Il sistema difensivo della città apparve a Cracovia dopo il completamento del centro storico, cioè nella seconda metà del XIII secolo (1257). Fu allora che iniziò la costruzione di una linea di fortificazione uniforme, ma sembra che il progetto non potesse essere completato. In seguito, tuttavia, le mura, furono ampliate e rinforzate (a concedere il placet fu Leszek il Bianco nel 1285). Cracovia assunse una nuova importanza nel 1364, quando Casimiro III di Polonia fondò l'Accademia di Cracovia, la seconda dell'Europa centrale per anno di costituzione dopo l'Università di Praga. Invero, già dal 1150 esisteva una scuola cattedrale funzionante sotto gli auspici del vescovo locale, ma la città continuò a prosperare in futuro grazie alla dinastia degli Jagelloni (1386–1572). In quanto capitale di uno stato divenuto nel XIV secolo potente, fiorirono circoli dedicati a scienze e arti, dando vita al cosiddetto periodo d'oro.

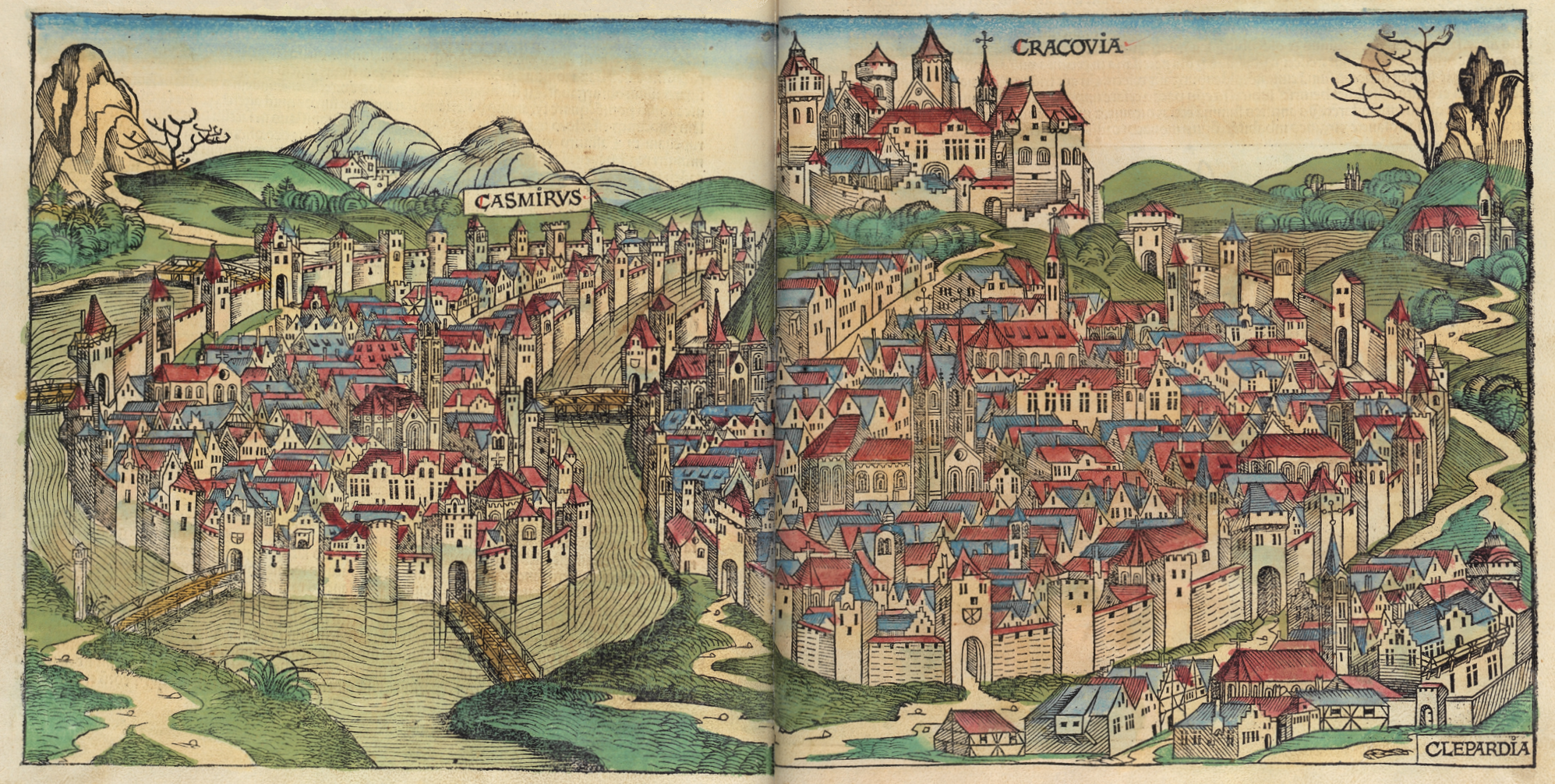
Cracovia in una xilografia del 1493 realizzata da Hartmann Schedel nella sua Cronaca di Norimberga; essendo rappresentata da ovest, si intravede il quartiere di Casmirus (Kazimierz) sulla sinistra

Cracovia figurava tra i membri della Lega Anseatica e molti artigiani vi si stabilirono per tale ragione, spingendo i commercianti a riunirsi in corporazioni e gilde. La legge della città, comprese le raffigurazioni e le descrizioni delle corporazioni, sono state registrate in lingua tedesca nel Codice di Balthasar Behem, ora disponibile presso la Biblioteca Jagellonica. Nel 1475 i delegati dell'elettore Giorgio il Ricco di Baviera giunsero a Cracovia per negoziare il matrimonio della principessa Jadwiga di Polonia (Edvige in tedesco), figlia del re Casimiro IV Jagellone, e il tedesco. Edvige viaggiò per due mesi a Landshut, in Baviera, dove si svolse una sontuosissima celebrazione delle nozze, (1475) nella collegiata di San 
Martino. Intorno al 1502, Cracovia era già presente nelle opere di Albrecht Dürer così come in quelle di Hartmann Schedel (Cronache di Norimberga) e Georg Braun (Civitates orbis terrarum).
Durante il XV secolo, ecclesiastici estremisti sostenevano la violenza contro gli ebrei, che in un processo graduale persero le loro posizioni. Nel 1469 gli ebrei furono espulsi dal loro vecchio insediamento in via Spiglarska. Nel 1485 i semiti in età avanzata furono costretti a rinunciare al commercio a Cracovia, circostanza che spinse molti a partire per Kazimierz, non intaccata dalle restrizioni a causa del suo status di città reale. Dopo l'incendio del 1494 a Cracovia, si verificò un'ondata di sommosse in funzione antiebraiche. Nel 1495, il re Giovanni I Alberto espulse gli ebrei dalle mura della città di Cracovia e li spronò ancor di più a trasferirsi a Kazimierz (ora un quartiere di Cracovia).

## Rinascimento

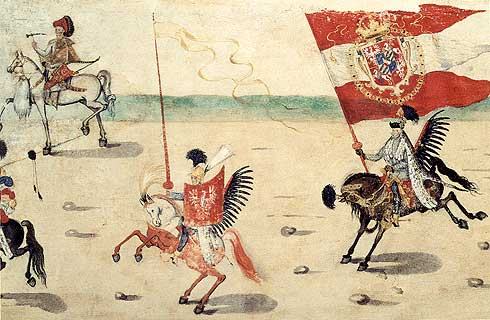
Ussari alati di Polonia durante l'ingresso a Cracovia nel 1605

Il Rinascimento arrivò a Cracovia alla fine del XV secolo, insieme a numerosi artisti italiani tra cui Francesco Fiorentino, Bartolomeo Berecci, Santi Gucci, Matteo Gucci, Bernardo Morando e Giovanni Battista di Quadro. Durante tale fase, proseguita per svariati decenni, si formarono tanti artisti e scienziati eccezionali, tra cui Niccolò Copernico, studente presso l'Accademia locale. Nel 1468 l'umanista italiano Filippo Buonaccorsi giunse a Cracovia, dove lavorò come insegnante dei figli di Casimiro IV Jagellone. Nel 1488 il poeta laureato imperiale e umanista Conrad Celtis fondò la Sodalitas Litterarum Vistulana ("Società letteraria sulla Vistola"), una società dotta basata sulle accademie romane. Nel 1489, lo scultore Veit Stoss (Wit Stwosz) di Norimberga terminò il suo lavoro sull'altare maggiore della basilica di Santa Maria; in seguito, realizzò un sarcofago di marmo per il suo benefattore Casimiro IV Jagellone. Nel 1500, Johann Haller, di origini tedesche, utilizzò per la prima volta un torchio tipografico e molte opere del movimento rinascimentale furono stampate lì durante quel periodo.
L'arte e l'architettura fiorirono sotto l'occhio vigile del re Sigismondo I il Vecchio, che salì al trono nel 1507. Le sue nozze con Bona Sforza, legata all'influente famiglia meneghina, permisero di intrecciare nuovi legami con gli italiani, avviando il grande progetto (sotto l'architetto fiorentino Berecci) di rifacimento dell'antica residenza dei re polacchi, il castello del Wawel, in un moderno palazzo rinascimentale. Nel 1520, Hans Behem realizzò la campana più grande della chiesa, chiamata campana Sigismondo in onore del monarca. Nello stesso periodo Hans Dürer, fratello minore di Albrecht, assunse l'incarico di pittore di corte di Sigismondo. Intorno al 1511 Hans von Kulmbach dipinse una serie di pannelli per la chiesa dei Padri Paolini a Skałka e la basilica di Santa Maria. Sigismondo portò inoltre a corte cuochi italiani che introdussero la cucina tipica della penisola.
Nel 1572, il re Sigismondo II morì senza lasciare eredi e il trono passò brevemente a Enrico di Valois, poi alla sorella di Sigismondo II Anna Jagellona e suo marito Stefano I Báthory, quindi a Sigismondo III del casato di Vasa. Il suo regno cambiò radicalmente Cracovia quando nel 1596 trasferì il governo a Varsavia, in quanto più vicina alla Lituania. Ne seguì una serie di guerre tra Svezia e Polonia.

## Dopo le spartizioni della Polonia

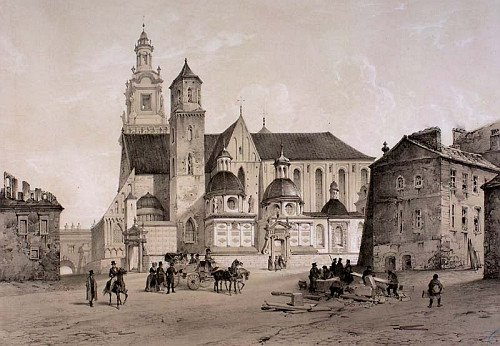
Cattedrale del Wawel di Cracovia a Wawel, 1843 circa

Alla fine del XVIII secolo, la Confederazione polacco-lituana fu spartita tre volte dai suoi vicini espansionisti: l'Impero russo, l'Impero austriaco e il Regno di Prussia. Dopo le prime due spartizioni (1772 e 1793), Cracovia faceva ancora parte della nazione polacca, benché queste apparisse una potenza decisamente ridotta rispetto ai fasti di un tempo. Nel 1794 Tadeusz Kościuszko fomentò una rivolta contro gli stati occupanti, la cosiddetta insurrezione di Kościuszko, nella piazza del mercato di Cracovia. L'esercito polacco, inclusi molti contadini, combatté contro gli eserciti russo e prussiano, ma i contingenti avversari, decisamente più numerosi, alla fine repressero la ribellione. L'esercito prussiano prese il controllo di Cracovia il 15 giugno 1794 e vi innestò molte guarnigioni, responsabili tra l'altro del saccheggio del tesoro reale polacco custodito nel castello di Wawel. Le insegne rubate, dal valore di 525.259 talleri, furono segretamente fuse nel marzo 1809, mentre pietre preziose e perle furono trasferite a Berlino. La Polonia fu divisa per la terza volta nel 1795 e Cracovia divenne parte della provincia austriaca della Galizia.
Quando Napoleone Bonaparte catturò quella che era stata in passato la Polonia, stabilì il Ducato di Varsavia (1807) come entità in parte indipendente, ma comunque subordinata all'Impero francese. La Galizia occidentale, inclusa Cracovia, fu presa dall'Impero austriaco e aggiunta al Ducato di Varsavia nel 1809 dal trattato di Schönbrunn, che pose fine alla guerra della quinta coalizione. Il Congresso di Vienna (1815) ripristinò lo status quo ante, ma a Cracovia spettò una parziale indipendenza venendole assegnato lo status di Città Libera. L'insediamento divenne nuovamente il fulcro di una lotta per la sovranità nazionale nel 1846 durante la rivolta cittadina: poiché questa non riuscì a coinvolgere anche gli insediamenti più periferici, fu repressa con successo, determinando la creazione del Granducato di Cracovia all'interno dell'Impero asburgico. Nel 1850 il 10% della città fu distrutta dal grande incendio.
Dopo la guerra austro-prussiana del 1866, l'Austria concesse una parziale autonomia alla Galizia, facendo del polacco una lingua di governo e stabilendo una dieta provinciale. Poiché questa forma di dominio austriaco risultava più benevola di quella esercitata dalla Russia e dalla Prussia, Cracovia divenne un simbolo nazionale polacco e un centro di cultura e arte, noto frequentemente come "Atene polacca" (Polskie Atene) o il "Piemonte polacco", in cui ci si radunava per ricordare i simboli e i monumenti del grande passato dell'antica capitale (e della Polonia). Diverse importanti commemorazioni ebbero luogo a Cracovia durante il periodo 1866-1914, incluso il 500º anniversario della vittoria nella battaglia di Grunwald nel 1910, in cui il pianista di fama mondiale Ignacy Jan Paderewski svelò un monumento. Tra i più celebri pittori, poeti e scrittori di tale epoca, che vissero e risiedettero in città, figuravano Jan Matejko, Stanisław Ignacy Witkiewicz, Jan Kasprowicz, Juliusz Kossak, Wojciech Kossak, Stanisław Wyspiański e Stanisław Przybyszewski, tra cui questi ultimi due in particolare possono essere considerati i propugnatori del modernismo polacco.

## XX secolo

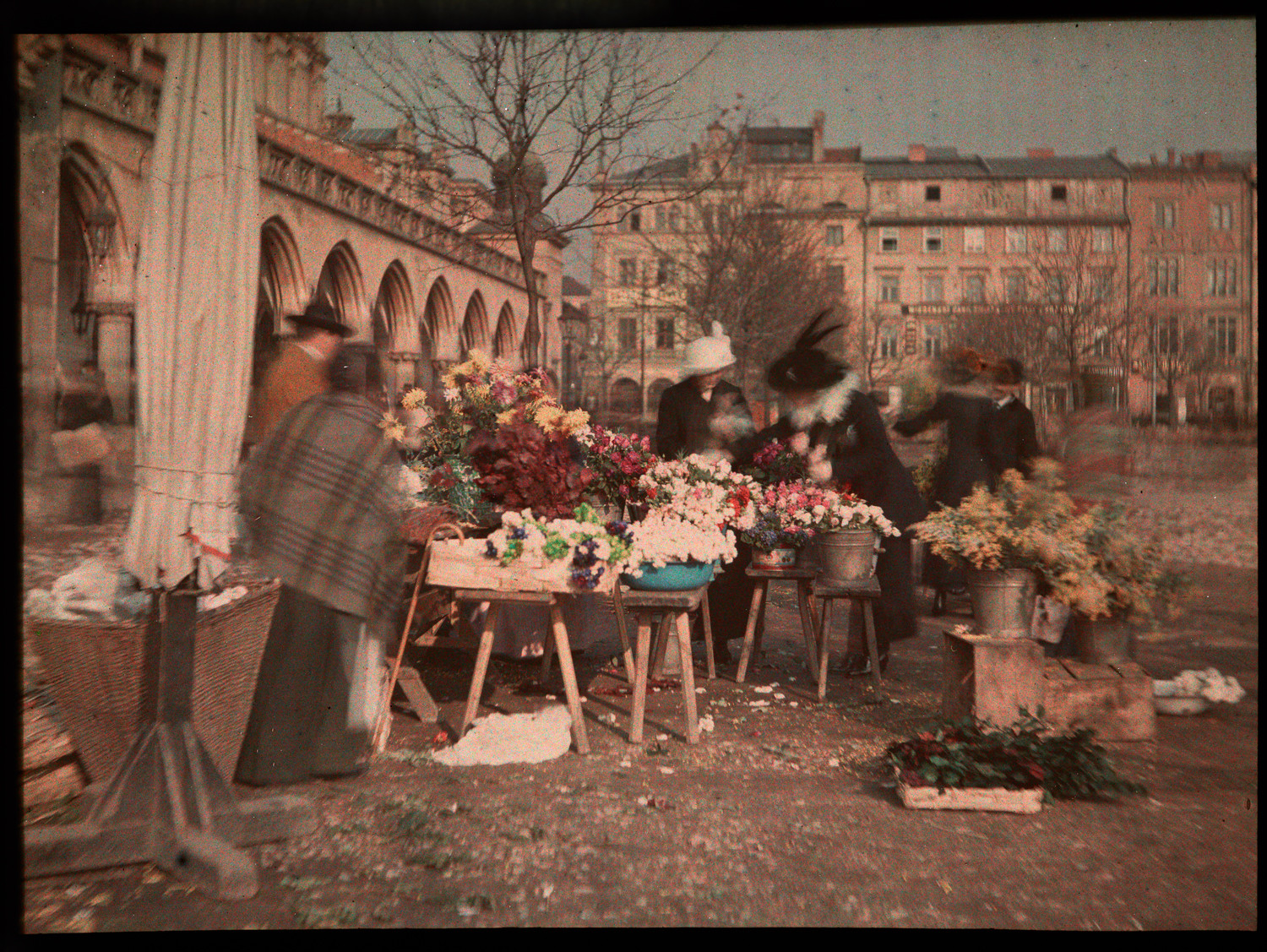
Scorcio di Cracovia nel 1912

Nel fin de siècle, alle porte del Novecento, Cracovia, pur nonostante le spartizioni subite un secolo prima, era da considerarsi indubbiamente il centro della rinascita e della cultura nazionale polacca: la città stava oltretutto assumendo le sembianze di una moderna metropoli. Nel 1901, in città fu installata l'acqua corrente e apparvero per la prima volta i tram elettrici (a Varsavia quest'ultima innovazione fece la sua comparsa solo nel 1907). Lo sviluppo politico ed economico più significativo del primo decennio del XX secolo riguardò la creazione della Grande Cracovia (Wielki Kraków), attraverso cui si incorporarono le comunità suburbane circostanti in un'unica unità amministrativa. Una simile riforma fu supervisionata da Juliusz Leo, sindaco molto attivo nella città dal 1904 alla sua morte nel 1918.
Grazie alla migrazione dalle campagne e ai frutti dell'incorporazione dal 1910 al 1915, la popolazione raddoppiò in soli quindici anni, passando da circa 91.000 a 183.000 abitanti nel 1915. Le truppe imperiali russe assediarono Cracovia durante il primo inverno della prima guerra mondiale, e migliaia di residenti lasciarono la città per la Moravia e altri luoghi più sicuri, tornando generalmente nella primavera e nell'estate del 1915. Durante il conflitto, la legione polacca guidata da Józef Piłsudski, che si proponeva di combattere per la liberazione della Polonia, si alleò con le truppe austriache e tedesche in funzione anti-russa. Quando gli imperi austro-ungarico e tedesco persero la guerra, il Trattato di Versailles del 1919) istituì di nuovo uno Stato polacco nello scenario europeo, pur essendo stato questo assente nello scacchiere politico per più di un secolo. Nel periodo interbellico, Cracovia divenne un importante centro culturale e religioso anche per le comunità ebraiche: il sionismo godette di un influsso relativamente consistente tra la popolazione ebraica del posto.

### L'invasione della Polonia del 1939

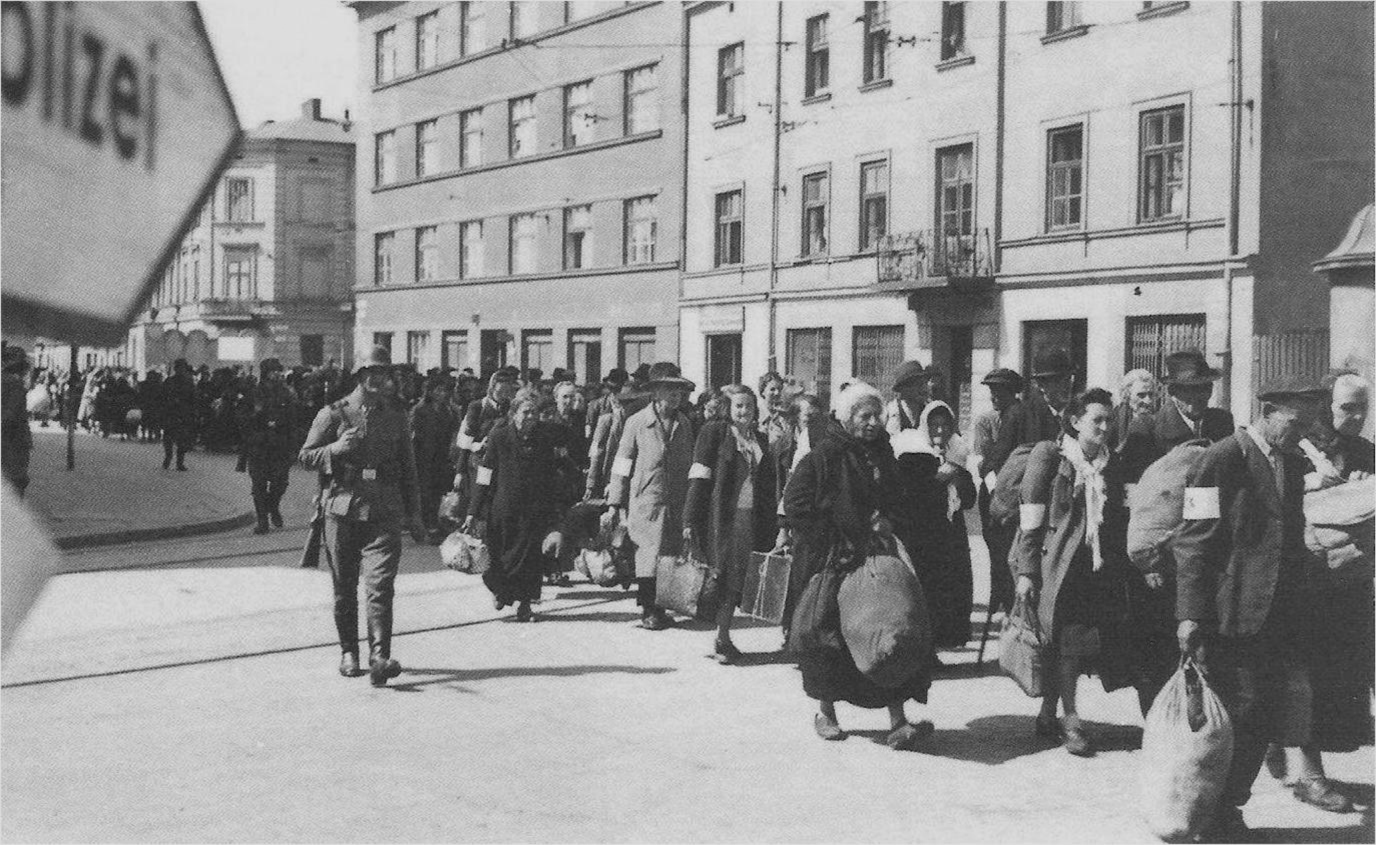
Gruppi di ebrei portati fuori città dalle SS naziste durante la liquidazione del ghetto di Cracovia, nel 1943

La Polonia fu nuovamente divisa all'inizio della seconda guerra mondiale in virtù del patto Molotov-Ribbentrop: le forze naziste fecero il loro ingresso a Cracovia il 6 settembre 1939. Gli abitanti della città furono salvati dall'attacco pianificato dai tedeschi dal coraggioso sindaco Stanisław Klimecki, che andò incontro alle truppe invasori della Wehrmacht. Si avvicinò infatti esclamando "Feuer einstellen!" (Cessate il fuoco!) perché la città era indifesa e si offrì come ostaggio: questi fu ucciso dalla Gestapo tre anni dopo nella foresta di Niepołomice. Cracovia divenne la capitale del Governatorato Generale, un'autorità coloniale sotto la guida di Hans Frank. L'occupazione ebbe un pesante impatto, in particolare sul patrimonio culturale della città. In primo luogo, durante la famigerata Sonderaktion Krakau, 184 professori e accademici dell'Università Jagellonica (incluso il rettore Tadeusz Lehr-Spławiński tra gli altri) furono arrestati al Collegium novum durante un incontro ordinato dall'Obersturmbannführer delle SS e capo della Gestapo Bruno Müller. Il sindaco di Cracovia, Klimecki, fu confinato a casa sua la sera stessa. Dopo due settimane, gli arrestati furono mandati nel campo di concentramento di Sachsenhausen, dall'altra parte di Berlino, e nel marzo 1940 a Dachau. I sopravvissuti furono rilasciati solo dopo la protesta internazionale che coinvolse la Santa Sede.
Molte reliquie e monumenti della cultura nazionale andarono saccheggiati e distrutti (ancora una volta), inclusa la statua in bronzo di Adam Mickiewicz, i cui resti furono verosimilmente venduti o rubati. La popolazione ebraica sperimentò prima il confinamento nei ghetti e poi lo sterminio; due dei principali campi di concentramento vicino a Cracovia includevano Płaszów e il campo di sterminio di Auschwitz, che ospitò diversi polacchi locali e provenienti dal resto del Paese. Gli eventi che riguardano il ghetto ebraico di Cracovia e i vicini lager sono stati rappresentati nella celeberrima pellicola Schindler's List, a sua volta basato su un libro di Thomas Keneally intitolato La lista di Schindler.

### L'offensiva sovietica
Un rapporto diventato popolare oggetto di discussione nella Repubblica Popolare di Polonia controllata dai sovietici sosteneva che, grazie alla rapida avanzata dell'Armata Rossa, Cracovia sarebbe sfuggita alla distruzione pianificata durante il ritiro tedesco. Esistono diverse versioni di tale resoconto: secondo una versione basata su dichiarazioni sovietiche prodotte in URSS, il maresciallo Ivan Konev affermò di essere stato informato dai patrioti polacchi del piano tedesco, e si sforzò di evitare a Cracovia l'ipotesi dalla distruzione ordinando un attacco lampo alla città, senza tagliare deliberatamente i tedeschi dall'unico percorso di ritiro, e non aiutando l'attacco con l'aviazione e l'artiglieria. La credibilità di questi documenti è stata messa in dubbio dallo storico polacco Andrzej Chwalba, il quale non ha trovato prove tangibili del piano generale tedesco per la demolizione e nessuna prova scritta che dimostri che Konev abbia ordinato l'attacco con l'intenzione di preservare l'agglomerato urbano. Sempre lo stesso studioso definisce la strategia di Konev "ordinaria" (ovvero solo accidentalmente impedì il perpetuarsi di gravi danni a Cracovia), esagerata in seguito per tracciare "il mito di Konev come salvatore di Cracovia" dalla propaganda sovietica. L'ingresso dell'Armata Rossa in città fu accompagnato da un'ondata di stupri di donne e ragazze che generarono proteste ufficiali.
Dopo la guerra, il governo della Repubblica Popolare di Polonia ordinò la costruzione del più grande centro siderurgico del paese nel sobborgo di Nowa Huta. Questo fu considerato da alcuni come un tentativo di diminuire l'influenza del patrimonio intellettuale e artistico di Cracovia mediante l'industrializzazione della città e attirando ad essa la nuova classe operaia.
La città è considerata da molti la capitale culturale della Polonia: nel 1978, l'UNESCO inserì Cracovia nella lista dei siti del patrimonio mondiale. Nello stesso anno, il 16 ottobre 1978, l'arcivescovo di Cracovia, Karol Wojtyła, fu elevato al soglio pontificio come Giovanni Paolo II: si è trattato del primo papa non italiano in 455 anni.

## XXI secolo
La popolazione di Cracovia è quadruplicata dalla fine della seconda guerra mondiale. Dopo la dissoluzione dell'Unione Sovietica e la successiva adesione all'Unione europea, l'offshoring del lavoro IT da altre nazioni è diventato importante per l'economia di Cracovia e della Polonia in generale negli ultimi anni. La città è infatti il centro nevralgico di questo tipo di attività imprenditoriale. Ci sono circa 20 grandi multinazionali a Cracovia, inclusi centri operativi della IBM, della General Electric, della Motorola e di Sabre Holdings, oltre che società britanniche e tedesche.